# Пливачки клуб Борац Бања Лука
Пливачки клуб Борац је клуб из Бање Луке, Република Српска. Основан је 1955 године.
Клуб је учествовао на многобројним такмичењима.

## Резултати
Резултати које је клуб постигао у бившој Југославији:
- златна медаља у јуниорској категорији
- сребрна медаља у јуниорској категорији
- бронзана медаља у јуниорској категорији
- бронзана медаља у сениорској категорији
- 3 златне медаље у пионирској категорији
- 2 сребрне медаље у пионирској категорији
- 3 бронзане медаље у пионирској категорији.